# Литвиненко Микола Антонович
Литвиненко Микола Антонович (нар.1 січня 1947) — вчений у галузі селекції та насінництва сільськогосподарських рослин (озимої пшениці), доктор сільськогосподарських наук, академік НААН, завідувач Селекційно-генетичного інституту Національного центру насінництва та сортовивчення.

## Біографія
Микола Антонович народився 1 січня 1947 року в с. Духовниче Охтирського району Сумської області.
У 1971 році закінчив агрономічний факультет Харківського сільськогосподарського інституту ім. В. В. Докучаєва.
З 1971 по 1974 роки аспірант Всесоюзного селекційного-генетичного інституту.
З 1974 по 1993 роки працював на посадах: молодший науковий співробітник, в. о. завідувача відділу, завідувач відділу селекції та насінництва пшениці.
У 1975 році захистив кандидатську дисертацію на тему: «Изменчивость сортов и гибридов озимой мягкой пшеницы при воздействии химическими мутагенами и ее селекционное значение».
У 1985 році присвоєно вчене звання старшого наукового співробітника.
З 1993 по 2007 роки заступник директора з наукової роботи.
У 1993 році присвоєно почесне звання заслуженого працівника сільського господарства України.
У 1999 році член-кореспондент УААН.
У 2001 році захистив докторську дисертацію на тему: «Теоретичні основи та методи селекції озимої м'якої пшениці на підвищення адаптивного потенціалу для умов Степу України».
У 2002 році дійсний член (академік) УААН.
З 2007 року по теперішній час завідувач відділу селекції та насінництва пшениці Селекційно-генетичного інституту — Національного центру насіннєзнавства та сортовивчення (м. Одеса).

## Наукові праці
Микола Антонович автор 184 наукових публікацій, 3 свідоцтв на методи селекції, 51 свідоцтва на сорти рослин.
Один із засновників нового напряму селекції — виведення сортів так званої екстрасильної пшениці.
Створив понад 216 сортів м'якої і твердої пшениці — Чайка, Юннат одеський, Альбатрос одеський, Українка одеська, Красуня одеська, Фантазія одеська, Сирена одеська, Антонівка, Литанівка, Благодарка одеська, Місія одеська, Годувальниця одеська, Заграва одеська, Епоха одеська, Ластівка одеська.
Основні праці:
- Достижения и задачи селекции озимой мягкой пшеницы в степной зоне Украины. ВСХН, 1983. № 5.
- Некоторые биологические аспекты селекции озимой пшеницы на засухоустойчивость в степной зоне. СХБ, 1993. № 5.
- Реализация программы селекции озимой пшеницы на комплексную устойчивость к фитозаболеваниям. Научно-технический бюлетень. Селекц.-генет. ин-та УААН. 1997. № 1(87).
- Литвиненко М. А. Селекційне удосконалення зернових культур. Вісник аграрної науки. 2006. № 12. С. 30-32.
- Литвиненко М. А., Топал М. М. Генетичні фактори позитивного впливу на якість зерна у ліній пшениці м'якої озимої з житньою транслокацією 1AL/1RS. Вісник аграрної науки. 2014. № 5. С. 36-42.
- Литвиненко М. А., Голуб Є. А., Фанін Я. С. Вплив пшенично-житніх транслокацій на показники якості зерна в процесі селекції пшениці м'якої озимої на півдні України. Зернові культури. Том 6. № 2. 2022. С. 21-29.

## Відзнаки та нагороди
- лауреат Державної премії України в галузі науки і техніки за цикл праць «Генетичні основи, методи створення нових напівкарликових сортів озимої м'якої пшениці та їх впровадження у виробництво» (1997);
- почесна грамота Кабінету Міністрів України (2002);
- орден «За заслуги» ІІІ ступеня (2006);
- орден «За заслуги» ІІ ступеня (2011).